# Diócesis de Wabag
La diócesis de Wabag (en latín: Dioecesis Uabagana y en inglés: Roman Catholic Diocese of Wabag) es una circunscripción eclesiástica de la Iglesia católica en Papúa Nueva Guinea. Se trata de una diócesis latina, sufragánea de la arquidiócesis de Mount Hagen. Desde el 7 de julio de 2025 su obispo es Justin Ain Soongie.

## Territorio y organización
La diócesis tiene 10 796 km² y extiende su jurisdicción sobre los fieles católicos de rito latino residentes en la provincia de Enga.
La sede de la diócesis se encuentra en la ciudad de Wabag, mientras que en la cercana Sangurap se halla la Catedral del Buen Pastor.
En 2022 en la diócesis existían 18 parroquias.

## Historia
La diócesis fue erigida el 18 de marzo de 1982 mediante la bula Universae ecclesiae del papa Juan Pablo II, obteniendo el territorio de la diócesis de Mount Hagen, que a su vez fue elevada a arquidiócesis metropolitana.

## Estadísticas
Según el Anuario Pontificio 2023 la diócesis tenía a fines de 2022 un total de 81 687 fieles bautizados.
| Año                                                                             | Población            | Población | Población      | Sacerdotes | Sacerdotes    | Sacerdotes    | Bautizados por sacerdote | Diáconos permanentes | Religiosos | Religiosos | Parroquias |
| Año                                                                             | Bautizados católicos | Total     | % de católicos | Total      | Clero secular | Clero regular | Bautizados por sacerdote | Diáconos permanentes | Varones    | Mujeres    | Parroquias |
| ------------------------------------------------------------------------------- | -------------------- | --------- | -------------- | ---------- | ------------- | ------------- | ------------------------ | -------------------- | ---------- | ---------- | ---------- |
| 1990                                                                            | 56 275               | 198 000   | 28.4           | 21         |               | 21            | 2679                     |                      | 32         | 16         | 16         |
| 1999                                                                            | 64 000               | 250 000   | 25.6           | 18         | 5             | 13            | 3555                     |                      | 24         | 24         | 16         |
| 2000                                                                            | 65 000               | 250 000   | 26.0           | 21         | 6             | 15            | 3095                     |                      | 30         | 24         | 16         |
| 2001                                                                            | 66 000               | 251 000   | 26.3           | 20         | 5             | 15            | 3300                     |                      | 24         | 23         | 16         |
| 2002                                                                            | 67 000               | 252 000   | 26.6           | 21         | 8             | 13            | 3190                     |                      | 21         | 21         | 16         |
| 2003                                                                            | 68 000               | 260 000   | 26.2           | 18         | 4             | 14            | 3777                     |                      | 23         | 22         | 16         |
| 2004                                                                            | 69 000               | 260 000   | 26.5           | 21         | 4             | 17            | 3285                     |                      | 25         | 25         | 16         |
| 2010                                                                            | 76 000               | 370 000   | 20.5           | 24         | 8             | 16            | 3166                     |                      | 22         | 15         | 16         |
| 2014                                                                            | 73 530               | 452 596   | 16.2           | 22         | 11            | 11            | 3342                     |                      | 20         | 31         | 16         |
| 2017                                                                            | 75 947               | 456 002   | 16.7           | 27         | 16            | 11            | 2812                     |                      | 23         | 24         | 17         |
| 2020                                                                            | 79 385               | 462 834   | 17.2           | 26         | 19            | 7             | 3053                     |                      | 19         | 22         | 18         |
| 2022                                                                            | 81 687               | 466 435   | 17.5           | 25         | 17            | 8             | 3267                     |                      | 27         | 22         | 18         |
| Fuente: Catholic-Hierarchy, que a su vez toma los datos del Anuario Pontificio. |                      |           |                |            |               |               |                          |                      |            |            |            |

## Episcopologio
- Hermann Raich, S.V.D. † (8 de marzo de 1982-30 de junio de 2008 retirado)
- Arnold Orowae (30 de junio de 2008 por sucesión-27 de diciembre de 2024 falleció)
  - Justin Ain Soongie 27 de diciembre de 2024 - 7 de julio de 2025 (administrador diocesano)
- Justin Ain Soongie, desde el 7 de julio de 2025